# Сентябрьское утро
«Сентябрьское утро» (фр. Matinée de Septembre) — картина французского художника Поля Эмиля Шабаса, написанная в 1912 году и ставшая известной благодаря скандалу в США.
Шабас писал эту картину три года и представил её публике на Парижском салоне в 1912 году, где был награждён медалью. Однако тогда «Сентябрьское утро» не стало сенсацией. Через год картина была выставлена в витрине художественной галереи в Чикаго, где привлекла внимание мэра, подавшего на владельца галереи в суд, обвинив последнего в непристойности. Мэр проиграл процесс, а картина приобрела известность и через пару месяцев была выставлена в одной из нью-йоркских галерей. В мае 1913 года Энтони Комсток, глава Нью-йоркского общества борьбы с пороком, осудил картину как безнравственную. Этот случай получил широкую огласку, картина приобрела скандальную славу, а репродукции потом хорошо продавались в течение нескольких лет. Публицист Гарри Райхенбах позднее утверждал, что именно он специально привлёк внимание блюстителей морали к «Сентябрьскому утру», чтобы благодаря их протестам увеличить продажи репродукций, но его утверждения являются сомнительными.
Картину приобрёл Левон Манташев, наследник российского нефтяного магната. После революции 1917 года он вывез её из страны и продал другому нефтепромышленнику — Галусту Гюльбенкяну, в коллекции которого она появилась в 1935 году. Сейчас работа принадлежит Метрополитен-музею.
«Сентябрьское утро» часто приводится как пример китча. Картина также упоминается в пьесе Теннеси Уильямса «Орфей спускается в ад».

## Описание
На картине «Сентябрьское утро» изображена обнаженная белокурая девушка, стоящая по щиколотку в воде около береговой линии спокойного озера, окруженного холмами. Фигура подсвечена утренним солнцем и полностью видна. Её руки сложены вокруг тела, правая рука проходит ниже грудей, хватая левый локоть, в то время как левая рука скрывает лобковую область. Эта поза интерпретировалась по-разному — как защита от холода или как способ омовения тела.

## Фон

### Нагота и искусство
Женская нагота была доминирующим предметом живописи во французских салонах в конце XIX века. Женские модели стали распространяться чаще, чем мужские, начиная с начала XIX века, сначала служа музами, но, в конечном счете, становясь людьми, «которые могли быть классифицированы и чья история могла быть написана» в академическом искусстве — таком как искусство Шабаса. У Шабаса модели изображались как идеализированные женщины жанра ню, основанные на классических идеалах; волосы на теле женщин-моделей, например, не были показаны, а лобковая область отображалась гладко. Хозяйка Сюзанна Дельве позже утверждала, что модели были готовы предоставить «услугу искусству», позируя обнаженными для таких работ.
Не все формы обнаженных изображений были приемлемы во Франции. В конце XIX века были введены различные законы против порнографии, изображений взрослых и детей, предназначенных для «провоцирования, подстрекательства или стимулирования разврата». Работы были предназначены для широкого распространения, даже для низшего класса. Однако австралийский историк искусства Фэй Брауэр пишет, что «грань между искусством и порнографией была размыта к началу 1910-х годов». Ещё более жёсткие законы, введённые в 1908 году, привели к цензуре модернистских работ. Например, три картины Киса ван Донгена (включая двух его дочерей) были отклонены салоном D’Automne между 1911 и 1913 годами по причине непристойности.
Соединённые Штаты, начиная с колониальных времён, в целом больше, чем Европа, придерживались пуританских взглядов в искусстве. В середине и конце 19-го века правительство страны приняло ряд законов против непристойности, таких как тариф 1842, который запретил импорт иностранных произведений искусства, считающихся непристойными. К концу 19-го века было достигнуто нелёгкое понимание: музеи могли хранить работы, изображающие наготу, но коммерческие работы (включая фотографии произведений искусства) могли быть и были конфискованы. Напряжённость оставалась в вопросе, представляла ли обнажённая натура изысканность европейского стиля (черта, важная для высшего класса) и поощряла ли поведение, которое пробуждало «нечистое воображение».

## Создание

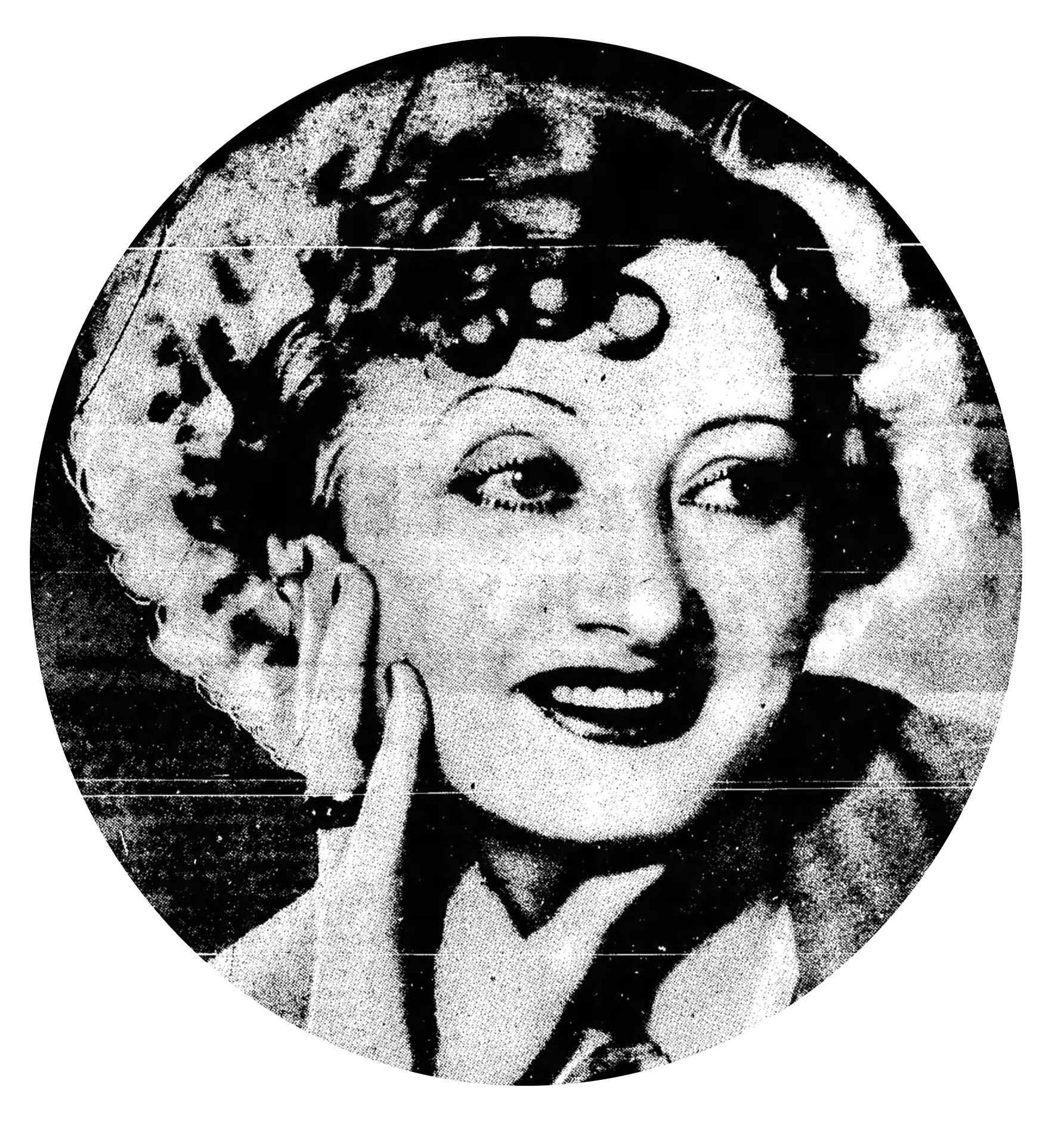
Сюзанна Дельве утверждала, что была моделью для «Сентябрьского утра»

Шабас начал работу над «Сентябрьским утром» в середине 1910 года в Таллуаре на берегу озера Анси в Верхней Савойе, примерно в 500 километрах к юго-востоку от Парижа. Модель, которую он никогда не идентифицировал, но называл «Марта», была хорошо известна его семье. Из-за материального положения семьи шестнадцатилетней Марте пришлось работать, чтобы содержать мать. В первый день работы над картиной Марта вошла в утреннюю воду и инстинктивно отшатнулась от её холода. Шабас одобрил этот жест, сказав, что он «идеален». В течение двух летних сезонов он работал над картиной по полчаса каждое утро. Работа была закончена сентябрьским утром 1911 года. Это сентябрьское утро и дало картине её название.
В 1935 году, отвечая на утверждения, что Марта жила в бедности, Шабас объяснил, что она продолжала позировать ему до 28 лет, когда вышла замуж за богатого промышленника, и что теперь ей 41 год, она пухлая и имеет троих детей.
Некоторые женщины утверждались в качестве модели, некоторые представляли различные версии событий. В 1913 году мисс Луиза Бакли, выступая в Юджине, штат Орегон, сказала, что ей заплатили 1000 долларов и позировали в студии художника. Парижский художник Жюль Пейдж, между тем, заявил, что женщина, изображённая в «Сентябрьском утре», была 25-летней женщиной хорошего характера, которая зарабатывала себе на жизнь как модель художника, но скрылась после спора о картине. Другие заявители включали шведскую модель по имени Глория и актрису эстрады по имени Ирен Шеннон; последняя предъявила претензию в преддверии водевильного капустника под названием «ноябрьский траур».
В 1937 году, спустя двадцать четыре года после того, как «Сентябрьское утро» вызвало споры в Соединенных Штатах, парижская хозяйка Сюзанна Дельве заявила, что она была моделью. По её словам, она позировала Шабасу, который знал её с младенчества, в его студии; позже он нарисовал озеро Аннеси в её отсутствие. Делве описала его нервозность на первом сеансе, её мать болтала с ней, чтобы отвлечь её мысли, в то время как жена Шабаса играла успокаивающую музыку на пианино. Она сказала, что приняла свою позу «инстинктивно» и что спор вокруг картины разрушил её жизнь, поскольку ни один француз не захочет жениться на женщине, омрачённой скандалом.
Ещё одна версия представлена Метрополитен-музеем в их каталоге французских фондов 1966 года, включая «Сентябрьское утро». Согласно этому рассказу, Шабас закончил картину за три лета на озере Анси, хотя его крестьянская модель служила только основой для тела фигуры. Голова была нарисована, основываясь на набросок молодой американки Джулии Филлипс, который Шабас завершил, наблюдая за ней и её матерью, обедающими в Париже; найдя её профиль, удовлетворяющий его вкусу, он молча нарисовал её, затем представился и «извинился за свою самонадеянность».

## История

### Парижский салон и первые продажи
Шабас впервые выставил «Сентябрьское утро» в Парижском Салоне с 14 апреля по 30 июня 1912 года. Поскольку он не планировал продавать картину, он дал цену 50 000 франков (10 000 долларов) — больше, чем он ожидал. За картину и портрет госпожи Астон Найт Шабас получил почётную медаль и 220 из 359 возможных голосов. В салоне картина вызвала одобрение, и вскоре она была перепечатана в американских изданиях, таких как Town & Country и The International Studio.
Источники неясны относительно происхождения картины после салона. Согласно Met, Филипп Ортис, менеджер Нью-йоркского филиала Braun and Company, купил его в конце 1912 года. Согласно отчёту 1933 года в Middletown Times Herald, он заплатил 12 000 франков ($2400) за работу, но никогда не возвращал картину в Соединённые Штаты. Однако Брауэр предполагает, что Ортис отправил её в свою галерею в Нью-Йорке, где она вызвала споры. По данным Time, картину приобрёл Леон Манташев в 1913 года после того, как картина была возвращена Шабасу. Между тем в статье 1935 года в «Монреаль Газетт» говорилось, что первое «Сентябрьское утро» ещё не отправилось в Соединённые Штаты и что Шабас продал его непосредственно Манташеву. По словам Шабаса, это произошло после того, как американец обратился к нему с просьбой купить картину, но не захотел платить запрашиваемую цену. В своих мемуарах редактор «Vogue» Эдна Вулман Чейз рассказывала, как Ортис организовал многочисленные репродукции и отправил их в Нью-Йорк, и что, хотя он был заинтересован в приобретении оригинала, он не смог этого сделать. Хотя возможно, что оригинал не пересёк Атлантику к 1913 году.

### Распространение картины и её воспроизведение в культуре

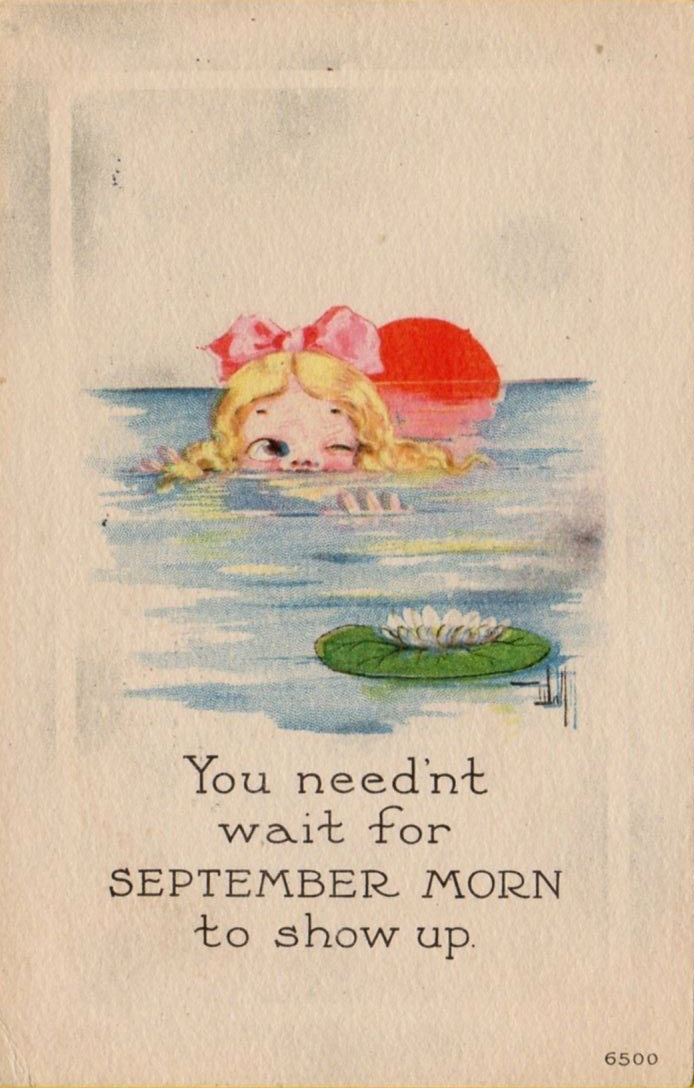
Открытка Бернхардта Уолла

В статье 1937 года в «Salt Lake Tribune» говорилось, что после споров 1913 года репродукции «Сентябрьского утра» были показаны «на первой полосе каждой газеты в стране». Ортис потребовал, чтобы эти газеты заплатили плату и упомянули его авторское право, иначе ему грозит штраф в размере от 500 до 1000 долларов; Чейз напомнил, что Vogue был одним из тех, кто был обвинён. Эти газетные репродукции, однако, иногда подвергались цензуре. Фред Л. Боалт из «Seattle Star», освещая местную выставку репродукций, объяснил обоснование своей газеты для такой цензуры: «По гуманным, а также другим причинам […] Звезду художник нарисовал в короткой юбке. Он не хотел этого делать. Он страдал. Но мы заставили его сделать это».
Литографские экземпляры «Сентябрьского утра» были выпущены в массовом порядке для широкой продажи, продолжая успех, последовавший за скандалом, и широко развешивались в частных домах. Репродукции были показаны на различных продуктах, включая сигарные ленты, открытки, открывалки для бутылок, статуэтки, брелоки для часов и коробки конфет; модель была также популярна как татуировка. «Сентябрьское утро» было первым обнаженным изображением, используемым для календарей, и к концу 1950-х оно появилось на календарях в числе 1 млн. Двустишие, относящееся к работе Шабаса: «пожалуйста, не думайте, что я плохой или смелый, но там, где глубоко, ужасно холодно», был широко распространён.
«Сентябрьское утро» оставило также след в кинематографе.

### Россия и Париж
Нефтяной барон Леон Манташев приобрел оригинал «Сентябрьского утра» в 1913 году, за 10 тыс. долларов и привёз картину в Россию. После Октябрьской революции появились опасения, что полотно уничтожено. Многие художественно значимые картины из внушительной коллекции сбежавшего из России Манташева осели в музеях, но информации о «Сентябрьском утре» не было. В 1933 году Шабас интересовался судьбой своей работы, которая, по предположениям «Милуоки Джорнал» (The Milwaukee Journal), «висела в какой-нибудь переполненной русской комнате». По словам журнала, «обладатель картины, пожалуй, совсем не в курсе её мировой славы». В то же время несколько американских галерей стремились заполучить оригинал.
Картина, однако, была в безопасности — Манташев тайно вывез её из страны. Когда вспыхнула революция, он «вырвал её из рамы». В начале 1930-х годов, отчаянно нуждаясь в средствах, он продал «Сентябрьское утро» армянскому коллекционеру и меценату Галусту Гюльбенкяну за 30 тысяч долларов. Это была последняя картина из его собрания. Репортер «Юнайтед пресс» обнаружил картину, обрамленную в тондо, в парижском доме Гюльбенкяна в 1935 году. Там она висела с работами таких художников, как Клод Моне и Поль Сезанн. К 1937 году «Сентябрьское утро» было выставлено в Люксембургском музее, между работами Жана-Франсуа Рафаэлли и Эжена Карьера. После смерти Гульбенкяна в 1955 году картина была приобретена компанией «Wildenstein and Co. of New York».

## Принятие
В 1913 году Шабас заявил, что был «огорчен и унижен» спором по поводу «Сентябрьского утра», однако впоследствии высказывался более позитивно. В отношении своей работы он говорил: «Это всё, что я знаю о живописи». Художник также охотно поддержал мнение, что «Сентябрьское утро» — это шедевр. В интервью 1914 года Шабас объяснил, что не собирался продавать картину, поскольку она «была любимой картиной его жены». На момент своей смерти в 1937 году в комнате живописца была только одна картина — репродукция «Сентябрьского утра», выполненная по памяти. Он хвастался: «Даже если бы я никогда не видел её с того дня, как нарисовал её, я мог бы сделать идеальную копию». Однако, не имея авторского права на работу, он не получал никаких гонораров от маркетингового безумия в Соединенных Штатах. Он вспоминал: «Никто не был достаточно внимателен, даже чтобы послать мне коробку сигар».